# Тагильцев, Владимир Михайлович
Владимир Михайлович Тагильцев (1922—1982) — подполковник Советской Армии, участник Великой Отечественной войны, Герой Советского Союза (1945).

## Биография
Владимир Тагильцев родился 2 апреля 1922 года в Бийске. С раннего возраста работал сначала в родительском хозяйстве, затем в зерносовхозе. Окончив среднюю школу и аэроклуб. В 1940 году Тагильцев был призван на службу в Рабоче-крестьянскую Красную Армию. В 1942 году он окончил Омскую военную авиационную школу пилотов. С июня 1943 года — на фронтах Великой Отечественной войны.
К концу войны гвардии старший лейтенант Владимир Тагильцев командовал звеном 161-го гвардейского бомбардировочного авиаполка 8-й гвардейской бомбардировой авиадивизии 6-го гвардейского бомбардировочного авиакорпуса 2-й воздушной армии 1-го Украинского фронта. К тому времени он совершил 163 боевых вылета на воздушную разведку и бомбардировку скоплений боевой техники и живой силы противника, нанеся ему большие потери.
Указом Президиума Верховного Совета СССР от 27 июня 1945 года за «мужество и героизм, проявленные на фронте борьбы с немецкими захватчиками», гвардии старший лейтенант Владимир Тагильцев был удостоен высокого звания Героя Советского Союза с вручением ордена Ленина и медали «Золотая Звезда» за номером 7679.
В 1948 году в звании капитана Тагильцев был уволен в запас, позднее ему было присвоено звание подполковника запаса. Проживал и работал в различных городах СССР. Скончался 6 февраля 1982 года, похоронен на Славянском кладбище Краснодара.
Был также награждён орденами Красного Знамени и Отечественной войны 1-й степени, рядом медалей.